# Wang Ziyang
Wang Ziyang (en chino: 王梓阳; 1 de abril de 2003) es un deportista chino que compite en snowboard. Consiguió una medalla de oro en los X Games de Invierno Aspen 2025, en la prueba de knuckle huck.

## Medallero internacional
| \| X Games de Invierno \| X Games de Invierno \| X Games de Invierno \| X Games de Invierno \| \| Año \| Lugar \| Medalla \| Prueba \| \| ------------------- \| ---------------------- \| ------------------- \| ------------------- \| \| 2025 \| Aspen (Estados Unidos) \| Medalla de oro \| Knuckle huck \| |                        |                |              |
| X Games de Invierno |                        |                |              |
| Año | Lugar                  | Medalla        | Prueba       |
| 2025 | Aspen (Estados Unidos) | Medalla de oro | Knuckle huck |